# Castel Goffredo
Castel Goffredo – miejscowość i gmina we Włoszech, w regionie Lombardia, w prowincji Mantua.
Według danych na rok 2004 gminę zamieszkiwały 9832 osoby, 234,1 os./km².

## Miasta partnerskie
- Piran, Słowenia